# Will Perdue
William Edward "Will" Perdue, född 29 augusti 1965 i Melbourne i Florida, är en amerikansk före detta professionell basketspelare (C) som tillbringade 13 säsonger (1988–2001) i den nordamerikanska basketligan National Basketball Association (NBA), där han spelade för Chicago Bulls, San Antonio Spurs och Portland Trail Blazers. Under sin karriär gjorde han 3 740 poäng (4,7 poäng per match), 595 assists och 3 918 rebounds, räddningar från att bollen ska hamna i nätkorgen, på 772 grundspelsmatcher. Han ingick några år i Chicago Bulls dynastilag som dominerade NBA mellan 1990 och 1998, där han var med om att vinna de tre första av deras sex NBA-mästerskap som de bärgade under den tidsperioden. Perdue vann en fjärde NBA-mästerskap med San Antonio Spurs för säsongen 1998–1999.
Han draftades i första rundan i 1988 års draft av Chicago Bulls som elfte spelare totalt.